# Poltavska oblast
Poltavska oblast (ukrajinsko Полтавська область, latinizirano: Poltav'ska oblast'), pogovorno tudi Poltavščina (ukrajinsko Полта́вщина, latinizirano: Poltavščyna), je oblast v osrednji Ukrajini. Njeno upravno središče je mesto Poltava, pomembnejši mesti sta še Kremenčuk in Gorišni Plavni.
Na severu meji s Černigovsko in Sumsko, na vzhodu s Harkovsko, na jugu z Dnipropetrovsko in Kirovogradsko, na zahodu s Čerkasijsko in na severozahodu s Kijevsko oblastjo.

## Upravne delitve
Pred reformo julija 2020 se je oblast delila na 24 rajonov in šest mest oblastnega pomena, podrejenih neposredno oblastni vladi.
Od oktobra 2020 oblast vsebuje štiri rajone:
| Rajon             | Upravno središče | Površina (km²) | Prebivalstvo (2021) | Št. gromad |
| ----------------- | ---------------- | -------------- | ------------------- | ---------- |
| Kremenčuški rajon | Kremenčuk        | 6105,8         | 392.341             | 12         |
| Lubenski rajon    | Lubni            | 5476,9         | 187.538             | 7          |
| Mirgorodski rajon | Mirgorod         | 6287,4         | 201.728             | 17         |
| Poltavski rajon   | Poltava          | 10849,6        | 589.922             | 24         |